# ロン・ミュエク
ロン・ミュエク（Ron Mueck, 1958年 - ）はイギリスで活躍するオーストラリア・メルボルン出身のハイパーリアリズム（en:Hyperrealism (painting)）彫刻家。ミュエックとも表記される。

## 経歴
ミュエクは最初、児童向けテレビ・映画のためのモデルやパペットを作っていた。有名な作品としては『ラビリンス/魔王の迷宮』（1986年）があり、ミュエクは声優としてもルドの声をあてている。
その後、ロンドンで自分の会社を立ち上げ、広告用の写実的なプロップ（小道具）やアニマトロニクスを制作した。プロップは非常に精密であるが、反対側のごちゃごちゃした構造を隠すアングルから撮られた写真のようにデザインされていた。しかしミュエクはどのアングルから見ても完璧なリアルな彫刻を作りたいと思っていた。
1996年、義母のポーラ・レゴの協力を得てミュエクは美術界に転身し、ヘイワード・ギャラリーでのレゴのタブローの一部として、小さなフィギュアを制作した。レゴはミュエクをチャールズ・サーチ（en:Charles Saatchi）に紹介し、サーチはすぐにミュエクが気に入り、ミュエクの作品の収集と委嘱をはじめた。そして出来上がったのがミュエクの名を一躍世間に知らしめた『デッド・ダッド』で、これは翌1997年、ロイヤル・アカデミーのセンセーション展（en:Sensation (exhibition)）に出品された。『デッド・ダッド』はシリコン製のミクスドメディア彫刻で、ミュエクの父親の死体を2/3スケールでぞっとするほどリアルに再現したものである。この作品の仕上げにミュエクは自分の髪の毛を使ったが、それをやったのはこの作品だけである。
ミュエクの彫刻は人間の肉体を微細に再現してはいるが、不安で不調和な視覚的イメージを生み出すため、大きさについては工夫をしている。ミレニアム・ドームの目玉で、後にヴェネツィア・ビエンナーレでも展示された『ボーイ』（1999年）は高さが5mもある。
2002年、ミュエクの彫刻『プレグナント・ウーマン』を、オーストラリア国立美術館は800,000オーストラリア・ドルで購入した。

## 代表作
- デッド・ダッド（Dead Dad, 死んだ父、1996年 - 1997年） - シリコン、アクリル絵具、人毛。裸で仰向けに横たわるミュエクの父親の2/3スケールの彫刻。サーチ・ギャラリー所蔵。サーチ・ギャラリー
- ボーイ（Boy,  少年、2000年）ファイバーグラス、樹脂、シリコン。高さ5mのかがんだ少年の彫刻。最初の展示はミレニアム・ドームで、現在はデンマーク、オーフスにあるオーフス現代美術館がトレードマーク作品として所蔵している。オーフス現代美術館
- プレグナント・ウーマン（Pregnant Woman, 妊婦、2002年）ファイバーグラス、樹脂、シリコン。高さ2.5mの裸の妊婦像で、両手を頭の上で曲げている。オーストラリア・ナショナル・ギャラリー
- ワイルド・マン（Wild Man, 野生の男、2005年）高さ2.7mの座っている椅子を手で握っているヒゲもじゃの裸の男の彫刻。Flickr
- トゥー・ウィメン・グリム（Two Women Grim, 2005年）2人の初老の女性の小さな像。服は着ている。ブルックリン美術館
- Untitled (Big Man)（2000年）高さ2.1mの裸で無毛の好戦的な顔つきの男の像。座って左手の肘を左足の膝に乗せている。この作品は隅に置かれるようデザインされている。ワシントンD.C.のハーシュホーン博物館と彫刻の庭の人気の高い作品のひとつとなっている。ブルックリン美術館
- イン・ベッド（In Bed, 2005年）ベッドに寝ている巨大な女性像。ブルックリン美術館
- ア・ガール（A Girl, 2006年）新生児の胸像。flickr
- スプーニング・カップル（Spooning Couple, 2005年）ベッドに一緒に横になるカップルのミニチュア像。
- マン・イン・ア・ボート（Man in a Boat, 2002年）実物大の木製の漕ぎ船に座る裸の男の像。
- マスクII（Mask II, 2001年 - 2002年）ミュエクの自画像。
- マスクIII（Mask III, 2005年）黒人女性の巨大な像。
- スタンディング・ウーマン（Standing Woman, 2008年）白人老女の自立した巨大な像。十和田市現代美術館

## Gallery

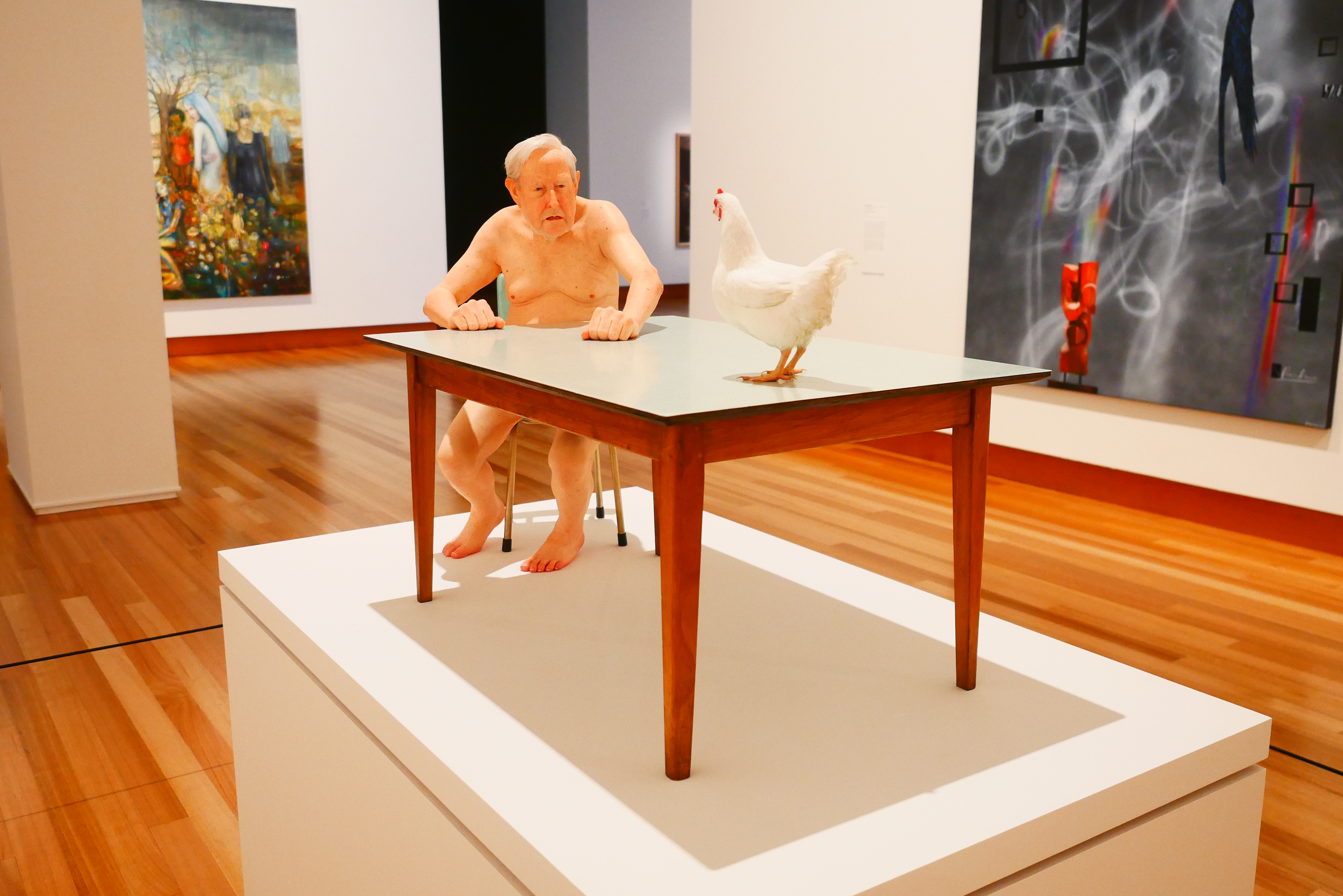
Chicken Man (2019)